# Karnobat
Karnobat (in bulgaro Карнобат?) è un comune bulgaro situato nel distretto di Burgas di 30 971 abitanti (dati 2009).

## Località
Il comune è formato dall'insieme delle seguenti località:
- Asparuhovo
- Čerkovo
- Cerkovski
- Detelina
- Devetak
- Devetinci
- Dobrinovo
- Draganci
- Dragovo
- Ekzarh Antimovo
- Glumče
- Hadžiite
- Iskra
- Karnobat (sede comunale)
- Klikač
- Kozare
- Krumovo Gradište
- Krušovo
- Mădrino
- Nevestino
- Ognen
- Raklica
- San-Stefano
- Sărnevo
- Sigmen
- Sokolovo
- Smolnik
- Venec
- Železnik
- Žitosvjat
- Zimen